# أيفوري شامبرلين
أيفوري شامبرلين (بالإنجليزية: Ivory Chamberlain)‏ هو صحفي وكاتب أمريكي، ولد في 13 مارس 1821، وتوفي في 9 مارس 1881.